# Cheppes-la-Prairie
Cheppes-la-Prairie är en kommun i departementet Marne i regionen Grand Est (tidigare regionen Champagne-Ardenne) i nordöstra Frankrike. Kommunen ligger i kantonen Écury-sur-Coole som tillhör arrondissementet Châlons-en-Champagne. År 2022 hade Cheppes-la-Prairie 141 invånare.

## Befolkningsutveckling
Antalet invånare i kommunen Cheppes-la-Prairie
| Referens: INSEE |